# Платанохори (дем Полигирос)
Платанохори или Дере махала (на гръцки: Πλατανοχώρι, на катаревуса: Πλατανοχώριον, Платанохорион, до 1926 Ντερέ Μαχαλέ, Дере Махале) е село в Егейска Македония, Гърция, част от дем Полигирос в административна област Централна Македония. Според преброяването от 2001 година селото има 145 жители.

## География
Платанохори е разположено на около 7 километра северно от Палеохора, в центъра на северната част на Халкидическия полуостров.

## История
До 1926 година селото се казва Дере махала. В 1926 година е прекръстено на Платанохори, но официално промяната влиза в сила в следващата 1927 година. До 2011 година селото е част от дем Зервохория.